# R. Vaidyanathaswamy
Ramaswamy S. Vaidyanathaswamy (Tamil இராமசுவாமி எஸ். வைத்தியநாதசுவாமி, meist R. Vaidyanathaswamy ஆர். வைத்தியநாதசுவாமி zitiert; * 1894 in Sethalapathy, Thanjavur; † 17. März 1960 in Madras) war ein indischer Mathematiker.

## Leben
Vaidyanathaswamy war das älteste von sieben Kindern eines Brahmanen. Die Familie besaß Land und dadurch ein gewisses Einkommen, so dass er eine Schule in Mayavaram und danach die Pachaiappa’s High School in Madras besuchen konnte. Er studierte am Madras Christian College, wo er 1912 mit dem Intermediate of Arts abschloss und am Presidency College, an dem er 1915 den Bachelor of Arts und zwei Jahre später den Master of Arts erlangte.
Nach einer kurzzeitigen Tätigkeit als Lehrer forschte Vaidyanathaswamy mit Hilfe eines Stipendiums vier Jahre lang an der University of Madras. Unterstützt durch ein Stipendium der Universität ging er danach für drei Jahre in das Vereinigte Königreich und arbeitete unter anderem mit Edmund Taylor Whittaker an der University of Edinburgh und H. F. Baker an der Universität Cambridge zusammen. An der University of St Andrews erlangte er den Ph.D. und den D.Sc. 1924 wurde er zum Mitglied (Fellow) der Royal Society of Edinburgh gewählt.
Nach seiner Rückkehr nach Indien 1925 lehrte Vaidyanathaswamy ein Jahr an der Banaras Hindu University. Ab 1927 war er Professor an der University of Madras und nach seiner Emeritierung 1952 am Indian Statistical Institute in Kalkutta.
Anfangs arbeitete er in algebraischer Geometrie (ebene algebraische Kurven) und Zahlentheorie (multiplikative arithmetische Funktionen).
Er war nach R. Narasimhan vor allem an allgemeinen mathematischen Strukturen interessiert und weniger an speziellen mathematischen Eigenschaften und  der erste indische Mathematiker, der sich mit mathematischer Logik, Mengenlehre und Allgemeiner Topologie befasste. Über letzteres Gebiet schrieb er ein Lehrbuch.
Er war in Indien sehr einflussreich und zwei Jahrzehnte die treibende Kraft hinter der Indian Mathematical Society.